# Marian Borkowski: Solo Works
Marian Borkowski: Solo Works – album muzyki poważnej współczesnej polskiego kompozytora i pianisty Mariana Borkowskiego, wydany w 2015 roku przez oficynę Dux (numer kat. DUX 1279). Płytę nominowano do Fryderyka 2016 w kategorii Album Roku Muzyka Współczesna.

## Wykonawcy
- Marian Borkowski – fortepian (4)
- Andrzej Chorosiński – organy (3)
- Andrzej Dutkiewicz – fortepian (7)
- Marcin Tadeusz Łukaszewski – fortepian (1)
- Patrycja Piekutowska – skrzypce (2)
- Zdzisław Piernik – tuba (5)
- Stanisław Skoczyński – perkusja (8)
- Tomasz Strahl – wiolonczela (6)

## Lista utworów
1. Toccata for piano (1960) [5:31]
2. Images II for any solo string instrument (1975) [7:09]
3. Psalmus per organo (1975) [8:19]
4. Interludes Romantiques for piano (1976) [7:45]
5. Vox for any solo wind instrument (1977) [5:59]
6. Visions I for cello (1962) [6:43]
7. Fragmenti for piano (1962) [9:47]
8. Spectra for solo percussion (1980) [12:07]